# 埃塞俄比亞禮天主教阿的斯阿貝巴都主教區
埃塞俄比亞禮天主教阿的斯阿貝巴都主教區 （拉丁語：Archieparchia Neanthopolitana）是埃塞俄比亞一個東儀天主教都主教區，有三個教省附屬教區。其都主教是埃塞俄比亞禮天主教會的領袖，也是埃塞俄比亞的首席主教。
都主教區範圍包括埃塞俄比亞中部、教座位於首都阿的斯阿貝巴。2010年有教友23,966人、三十個堂區、109名司鐸。現任都主教為贝汉内耶苏斯·德梅洛·索拉菲尔樞機。
1839年設阿比西尼亞監牧區，1847年升為代牧區。1937年3月25日易名阿的斯阿貝巴代牧區，1951年10月31日重設埃塞俄比亞禮的代牧區。1961年2月20日升為都主教區。